# Thomas & Renée Rapedius

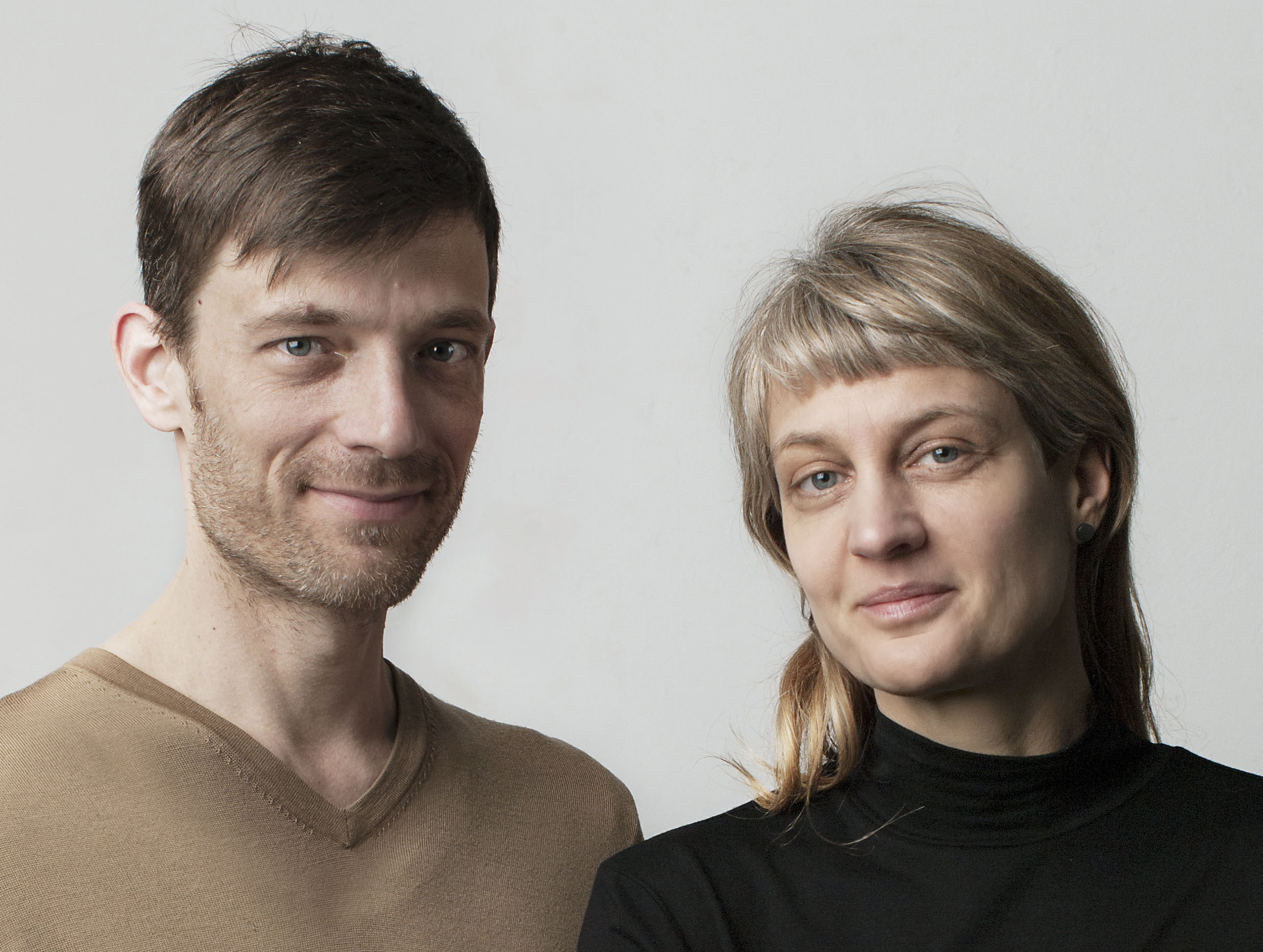
Thomas & Renée Rapedius (2017)

Thomas & Renée Rapedius sind gemeinsam künstlerisch tätig. Ihr Interesse gilt natürlichen und kulturellen Formen und Phänomenen. Ihre installativen Arbeiten verknüpfen auf formaler oder inhaltlicher Weise abstrahierte Zeichnungen, Fotografien und fragile Objekte und machen dialektische Gegensätze wie Ähnlichkeit und Differenz, Wahrnehmung und Erinnerung sichtbar.

## Leben
Thomas (* 1975) und Renée Rapedius (* 1973) leben und arbeiten in Berlin. Sie studierten bis 2004 Bildende Kunst an der HfBK, Hamburg.

## Ausstellungen (Auswahl)
- 2023  Momente einer fließenden Anordnung möglicher Bezüge, Kunstverein Aalen[1]
- 2022  Faszination Papier, Gustav-Lübcke-Museum Hamm[2]
- 2022  Inspiration Japan, Schloss Bonndorf
- 2021  Form ist Körper ist Raum ist Landschaft ist Erinnerung ist Bewegung, Kunsthaus Essen[3]
- 2020  Facetten, Städtische Galerie Ostfildern[4]
- 2018  Während es sich in Windungen verdichtet, ITO Raum, Stuttgart[5]
- 2018  Ausbruch aus der Fläche, Museum Marta Herford[6]
- 2016  Wenn das Streben der Dinge sich zeigt, Galerie im Marstall Ahrensburg[7]
- 2015  OPEN HOUSE – A Group Show on Hospitality, Haus Salve Hospes, Kunstverein Braunschweig
- 2014  Nach der Natur, Museum Gerhard-Marcks-Haus, Bremen[8]
- 2012  Wenn der Dinge Erscheinung sich formt, Museum Morsbroich, Leverkusen[9]

## Stipendien und Residencies (Auswahl)
- LabVerde, Brasilien / ifa, Stuttgart
- Operndorf Afrika, Burkina Faso / Senatsverwaltung, Berlin
- Hans und Charlotte Krull Stiftung, Berlin[10]
- Griffelkunst-Vereinigung Hamburg e. V.[11]
- Villa Kamogawa, Goethe-Institut Kyoto[12]
- Stiftung Kunstfonds, Bonn[13]
- Goethe-Institut / 1 Shanthi Road, Bangalore